# بوشلز
بوشلز Bushells شركة أسترالية تتنتج الشاي والقهوة.
أسسها ألفريد بوشلز عام 1883، حين افتتح محل شاي في كوينلاند. نقل أبناؤه الشركة إلى سيدني عام 1899 وبدؤا بيع الشاي تجارياً، وأسسوا أول شركة بيع شاي في أستراليا. وأقيم مصنع شاي في شارع هارينتون في مدينة سيدني، وقسماً لتحميص القهوة في ميدان أذرتون في منطقة ذا روكس في سيدني.
استحوذت شركة يونيليفر العالمية على شركة بوشلز في عام 1998، وبقيت العلامة التجارية لها كما هي.